# Павлово (Россонский район)
Павлово (бел. Па́ўлава) — деревня в Россонском районе Витебской области Республики Беларусь. В составе Клястицкого сельсовета.

## География
Рядом пролегает автомобильная дорога Р46. Ближайший населённый пункт Прохорово.

## Население
- 2009 год — 22 жителя (перепись населения)

## Достопримечательность
- Мемориал в память о совместных действиях русских, белорусских и латышских партизан, разгромивших карательную экспедицию фашистов в деревне Павлово.

С января по февраль 1943 года на территории Россонского района проходила карательная операция "Заяц беляк" против партизанских отрядов. 6 февраля карательная экспедиция гитлеровцев вошла в д. Павлово, где наступление было остановлено партизанами, которые перешли в контрнаступление, и к середине февраля 1943 года территория Россонского района была полностью освобождена от карателей.